# Prix de Rome
Prix de Rome var ett stipendium för konststudenter instiftat i Frankrike 1663 av Ludvig XIV. Det bestod av ett årligt belopp till lovande konstnärer (målare, skulptörer och arkitekter) som fick visa sin talang i en utslagstävlan. Priset som administrerades av Académie royale de peinture et de sculpture (Kungliga akademien för måleri och skulptur) var öppet för dess studenter. Vinnaren erhöll uppehälle i Mancinipalatset i Rom på den franske kungens bekostnad. Vistelsen kunde förlängas om institutsledningen fann det meningsfullt.
Efter 140 år utökades priset till fem kategorier; måleri, skulptur, arkitektur, musik (1803) och kopparstick (1804). Vinnaren av ”Premier Grand Prix” vann en treårig vistelse vid Académie de France à Rome (franska akademien i Rom) grundad av Jean-Baptiste Colbert 1666. Det fanns också ett andrapris (’Seconds Prix’) som gav vinnaren en vistelse vid samma akademi under en kortare period.
Eugène Delacroix, Edouard Manet, Edgar Degas, Ernest Chausson och Maurice Ravel ställde upp i tävlingen Prix de Rome utan att lyckas vinna. Jacques-Louis David som misslyckades tre år i rad övervägde självmord. Ravel försökte inte mindre än fem gånger att vinna priset och vid det sista misslyckade försöket 1905 ansågs resultatet så kontroversiellt att hela administrationen vid Pariskonservatoriet omorganiserades.
Priset drogs in 1968 av André Malraux. Sedan dess har ett flertal tävlingar ägt rum och akademierna har gått samman med Institut de France och franska kulturministeriet.
Utvalda stipendiater har idag förkovringsmöjlighet under en 1,5 till 2-årig vistelse vid Académie de France à Rome, för närvarande inhyst i Villa Medici.

## Vinnare i kategorin arkitektur
(Från 1722 till 1786, utdelades Grand Prix de Rome i arkitektur av Académie d'architecture – den första pristagaren var Jean Michel Chevotet.)
- 1786 - Charles Percier
- 1815 - Tilman-François Suys
- 1823 - Félix Duban
- 1824 - Henri Labrouste
- 1833 - Victor Baltard
- 1840 - Théodore Ballu
- 1848 - Charles Garnier
- 1864 - Julien Guadet
- 1866 - Jean-Louis Pascal
- 1869 - Charles-Louis-Ferdinand Dutert
- 1870 - Albert-Félix-Théophile Thomas
- 1878 - Victor Laloux
- 1880 - Louis Girault
- 1881 - Henri Deglane
- 1882 – Pierre Esquié
- 1883 – Gaston Redon
- 1884 – Hector d'Espouy
- 1885 – François Paul André
- 1886 - Albert Louvet - "Premier Grand Prix" och "Second Prix"
- 1890 – Emmanuel Pontremoli
- 1892 - Guillaume Tronchet
- 1899 - Tony Garnier
- 1923 - Jean-Baptiste Mathon
- 1954 - Robert Venturi
- 1955 - Ngo Viet Thu

## Vinnare i kategorin måleri
- 1663 - Pierre Monier (eller Meunier)
- 1673 - Louis de Boullogne le jeune
- 1682 - Hyacinthe Rigaud
- 1685 - Nicolas Bertin
- 1688 - Daniel Sarrabat
- 1699 - Pierre-Jacques Cazes
- 1720 - François Boucher
- 1721 - Charles-Joseph Natoire
- 1724 - Carle van Loo
- 1727 - Pierre Subleyras
- 1734 - Jean-Baptiste Marie Pierre
- 1736 - Noël Hallé
- 1738 - Charles-Amédée-Philippe van Loo
- 1741 - Charles-Michel-Ange Challe
- 1752 - Jean-Honoré Fragonard
- 1756 - Hughes Taraval
- 1758 - Jean-Bernard Restout
- 1765 - Jean Bardin
- 1766 - François-Guillaume Ménageot
- 1767 - Jean Simon Berthélemy
- 1768 - François-André Vincent
- 1769 - Joseph Barthélémy Le Bouteux, Pierre Lacour - "Second Prix"
- 1770 - Gabriel Lemonnier
- 1771 - Joseph-Benoît Suvée
- 1772 - Pierre-Charles Jombert, Anicet Charles Gabriel Lemonnier - "Second Prix"
- 1773 - Pierre Peyron
- 1774 - Jacques-Louis David
- 1775 - Jean-Baptiste Regnault
- 1776 - Bénigne Gagneraux
- 1778 - Charles-Édouard Chaise – “Second Prix”
- 1780 - Jean-Pierre Saint-Ours
- 1782 - Antoine-Charles-Horace Vernet (kallad Carle Vernet)
- 1783 - François Gounod - "Second Prix"
- 1784 - Jean-Germain Drouais, Guillaume Guillon Lethière - "Second Prix"
- 1787 - François-Xavier Fabre
- 1789 - Anne Louis Girodet-Trioson, Guillaume Guillon Lethière - "Second Prix"
- 1790 - Jacques Réattu
- 1792 - Charles Paul Landon
- 1797 - Pierre-Narcisse Guérin, Louis-André-Gabriel Bouchet, Pierre Bouillon
- 1798 - Fulchran-Jean Harriet
- 1800 - Jean-Pierre Granger
- 1801 - Jean Auguste Dominique Ingres
- 1802 - Alexandre Menjaud
- 1803 - Merry-Joseph Blondel
- 1804 - Joseph-Denis Odevaere
- 1805 - Félix Boisselier
- 1807 - François Joseph Heim
- 1808 - Alexandre-Charles Guillemot
- 1809 - Jérôme-Martin Langlois
- 1810 - Michel Martin Drölling
- 1811 - Alexandre-Denis-Abel de Pujol
- 1812 - Louis-Vincent-Léon Pallière
- 1813 - François-Edouard Picot[1]
- 1815 - Jean Alaux (kallad le Romain)
- 1816 - Antoine-Jean-Baptiste Thomas
- 1817 - Léon Cogniet, Achille Etna Michallon - historia
- 1820 - Amable-Paul Coutan
- 1821 - Joseph-Désiré Court, Jean-Charles-Joseph Rémond
- 1824 - Charles Philippe Larivière
- 1825 - André Giroux
- 1830 - Émile Signol
- 1831 - Henry-Frédéric-Schopin (eller Chopin)
- 1832 - Antoine Wiertz, Hippolyte Flandrin
- 1833 - Gabriel Prieur
- 1834 - Paul Jourdy
- 1837 - Thomas Couture
- 1838 - Isidore Pils
- 1839 - Ernest Hébert
- 1840 - Pierre-Nicolas Brisset
- 1842 - Victor Biennourry
- 1844 - Félix-Joseph Barrias
- 1845 - Jean-Achille Benouville, Alexandre Cabanel - "Second Prix"
- 1847 - Jules Eugène Lenepveu
- 1848 - Joseph Stallaert; William-Adolphe Bouguereau och Gustave Boulanger - "Second Prix"
- 1849 - Gustave Boulanger
- 1850 - William-Adolphe Bouguereau, Paul Baudry
- 1854 - Felix-Henri Giacomotti, Armand Bernard - "Second Prix"
- 1856 - Félix-Auguste Clément, Jules-Élie Delaunay "Second grand prix", Ernest-Barthélémy Michel "deuxième prix"
- 1857 - Charles Sellier, Léon Bonnat och Louis Hector Leroux "deuxièmes prix"
- 1858 - Jean-Jacques Henner
- 1861 - Léon Perrault, Jules Joseph Lefebvre
- 1864 - Diogène-Ulysse-Napoléon Maillard
- 1865 - Jules Machard, André Hennebicq, Gustave Huberti
- 1866 - Henri Regnault [2]
- 1868 - Édouard-Théophile Blanchard[3]
- 1869 - Luc-Olivier Merson
- 1871 - Edouard Toudouze
- 1873 - Aimé Morot
- 1874 - Paul-Albert Besnard[4]
- 1875 - Léon Comerre, Jules Bastien-Lepage - “Second Prix”
- 1876 - Joseph Wencker
- 1880 - Henri Lucien Doucet
- 1881 - Louis-Edouard-Paul Fournier
- 1883 - André Marcel Baschet, Émile Friant - “Second Prix”
- 1884 - Edouard Cabane - "Second Prix"
- 1889 - Ernest Laurent
- 1890 – André Devambez
- 1891 - Adolphe Déchenaud - “Second Prix”, Hubert-Denis Etcheverry - “Second Prix”
- 1894 - Adolphe Déchenaud
- 1898 - Jean-Amédée Gibert, Jules Joseph Lefebvre
- 1906 - Albert Henry Krehbiel
- 1907 - Louis Léon Eugène Billotey, Émile Aubry
- 1908 - Jean Lefeuvre
- 1910 - Jean Dupas
- 1911 - Jean-Gabriel Domergue
- 1912 - Gabriel Girodon
- 1913 - Robert Davaux
- 1914 - Victor-Julien Giraud, Jean Despujols
- 1919 - Louis-Pierre Rigal
- 1921 - Constantin Font
- 1922 - Pierre-Henri Ducos de La Haille
- 1923 - Pierre Dionisi
- 1924 - René-Marie Castaing
- 1925 - Odette Pauvert – Det första "Premier Grand Prix" till en kvinna
- 1928 - Nicolas Untersteller
- 1930 - Yves Brayer, Salvatore DeMaio
- 1934 - Pierre-Emile-Henri Jérôme
- 1936 - Lucien Fontanarosa & Jean Pinet - “Premier Grand Prix”; Roger Bezombes
- 1941 - Piet Schoenmakers
- 1942 - Pierre-Yves Trémois – “Premier Grand Prix”
- 1946 - José Fabri-Canti
- 1947 - Louis Vuillermoz - “Second Prix”
- 1948 - John Heliker
- 1950 - Paul Collomb - “Seconds Prix”
- 1951 - Daniel Sénélar - “Premier Grand Prix”
- 1953 - Pierick Houdy
- 1955 - Paul Ambille
- 1960 - Pierre Carron
- 1962 - Freddy Tiffou
- 1965 - Jean-Marc Lange
- 1966 - Gérard Barthélemy
- 1967 - Thierry Vaubourgoin - “Second Prix”
- 1968 - Michel Niel Froment

## Vinnare i kategorin skulptur
- 1748 - Augustin Pajou
- 1785 - Claude Michallon
- 1788 - Jacques-Edme Dumont
- 1812 - François Rude
- 1813 - James Pradier
- 1820 - Georges Jacquot
- 1823 - Francisque Joseph Duret
- 1832 - François Jouffroy
- 1833 – Pierre-Charles Simart
- 1837 – Louis Léopold Chambard
- 1838 – Victor Vilain
- 1839 – Théodore-Charles Gruyère
- 1842 – Pierre-Jules Cavelier
- 1843 – René-Ambroise Maréchal
- 1844 – Eugène-Louis Lequesne
- 1845 – Eugène Guillaume
- 1848 – Gabriel-Jules Thomas
- 1849 – Louis Roguet
- 1850 – Charles Gumery
- 1852 – Alfred Lepère
- 1854 – Jean-Baptiste Carpeaux
- 1855 - Henri-Michel-Antoine Chapu
- 1861 - Justin-Chrysostome Sanson
- 1862 - Ernest-Eugène Hiolle
- 1863 - Charles-Arthur Bourgeois
- 1864 - Eugène Delaplanche
- 1865 - Louis-Ernest Barrias
- 1871 – Laurent Marqueste
- 1872 – Jules Coutan
- 1873 – Jean-Antoine-Marie Idrac
- 1874 – Jean-Antoine Injalbert
- 1875 – Jean-Baptiste Hugues
- 1876 – Alfred-Désiré Lanson
- 1877 – Alphonse-Amédée Cordonnier
- 1878 – Edmond Grasset
- 1879 – Léon Fagel
- 1880 – Émile Peynot
- 1881 – Jules Jacques Labatut
- 1882 – Maurice Ferrary
- 1890 – Paul Gasq
- 1897 – Victor Ségoffin
- 1898 – Camille Alaphilippe
- 1900 – Paul Landowski
- 1901 - Henri Bouchard
- 1913 - Gilbert Ledward
- 1914 - Charles Sargeant Jagger [5]
- 1919 - César Schroevens - "Tredje pris"

## Vinnare i kategorin kopparstick
Denna kategori infördes 1804 och lades ner 1968 av kulturminister André Malraux.
- 1844 - Ernest-Jean Aubert
- 1906 - Henry Cheffer
- 1910 - Jules Piel
- 1911 - Albert Decaris
- 1920 - Pierre Matossy
- 1921 - Pierre Gandon
- 1952 - Claude Durrens

## Vinnare i kategorin komposition
- 1803 - första pris Albert-Auguste Androt
- 1804 - första pris ej utdelat - andra pris Ferdinand Gasse och Victor Dourlen
- 1805 - Kantaten Cupidon pleurant Psyché - första pris Victor Dourlen och Ferdinand Gasse
- 1806 - Kantaten Héro och Léandre - första pris Victor Bouteiller - andra pris Gustave Dugazon
- 1807 - Kantaten Ariane à Naxos - första pris ej utdelat - andra pris Joseph Méhul och François-Joseph Fétis
- 1819 - Jacques Fromental Halévy
- 1826 - första pris Claude Paris - andra pris Jean-Baptiste Guiraud och Emile Bienaimé - Hector Berlioz klarade inte den första uttagningen.
- 1827 - Kantaten La Mort d'Orphée - första pris Jean-Baptiste Guiraud - andra pris Guillaume Ross-Despréaux och Alphonse Gilbert - Hector Berlioz deltog utan att vinna.
- 1828 - Kantaten Herminie - första pris Guillaume Ross-Despréaux - andra pris Hector Berlioz och Julien Nargeot.
- 1829 - Kantaten La Mort de Cléopâtre - första pris ej utdelat - andra pris Eugène Prévost och Alexandre Montfort - Hector Berlioz deltog utan att vinna.
- 1830 - Kantaten La Mort de Sardanapale - första pris Hector Berlioz och Alexandre Montfort - andra pris Édouard Millaut
- 1839 - Charles Gounod
- 1841 - Aimé Maillart
- 1846 - Léon Gastinel
- 1857 - Georges Bizet
- 1862 - Albert Bourgault-Ducoudray
- 1863 - Jules Massenet
- 1866 – Émile Pessard
- 1870 – Henri Maréchal, Charles Lefebvre
- 1879 - Georges Hüe
- 1880 - Lucien Hillemacher
- 1881 - Kantaten Geneviève de Paris - första pris ej utdelat - andra pris Alfred Bruneau och Edmond Missa
- 1882 - Kantaten Edith - första pris Georges Marty och Gabriel Pierné
- 1883 - Kantaten Le Gladiateur - första pris Paul Vidal - andra pris Claude Debussy och Charles-René.
- 1884 - Kantaten L'Enfant Prodigue - första pris Claude Debussy - andra pris Charles-René och Léo Delibes
- 1885 - Kantaten Endymion - första pris Xavier Leroux
- 1886 - Kantaten La Vision de Saül - första pris Augustin Savard - andra pris Henry-Charles Kaiser och André Gedalge
- 1887 - Kantaten Didon - första pris Gustave Charpentier
- 1888 - Kantaten Vélléda - första pris Camille Erlanger - andra pris Paul Dukas
- 1889 - första pris ej utdelat
- 1896 - Kantaten Mélusine
- 1897 - Kantaten Frédégonde - första pris Max d'Ollone andra pris Bernard Crocé-Spinelli och Florent Schmitt
- 1898 - Kantaten Radegonde -
- 1899 - Kantaten Callirhoé - första pris Charles Levadé och Edmond Malherbe - andra pris Léon Moreau - omnämnande till Louis Brisset
- 1900 - Kantaten Sémiramis - första pris Florent Schmitt - omnämnande till Albert Bertelin
- 1901 - Kantaten Myrrha - första pris André Caploch - andra pris Gabriel Dupont och Maurice Ravel
- 1902 - Kantaten Alcyone - första pris Aymé Kunc - andra pris Roger-Ducasse och Albert Bertelin - Maurice Ravel deltog utan att vinna.
- 1903 - Kantaten Alyssa - första pris Raoul Lappara - andra pris ?? och Raymond Pech - omnämnande till Paul Pierné - Maurice Ravel deltog utan att vinna.
- 1904 - Kantaten Medora - första pris Raymond Pech - andra pris Paul Pierné och Hélène Fleury-Roy
- 1905 - Kantaten Maia - första pris Victor Gallois och Philippe Gaubert - andra pris Marcel Samuel-Rousseau
- 1906 - första pris Louis Dumas
- 1907 - första pris Maurice Le Boucher
- 1908 - första pris André Gailhard och Louis Dumas - andra pris Nadia Boulanger och Edouard Flament
- 1909 - första pris Jules Mazellier - andra pris Marcel Tournier
- 1911 - Kantaten Yanitza - första pris Paul Paray
- 1913 - Kantaten Faust och Hélène - första pris Lili Boulanger, den första kvinnan att vinna första pris, och Claude Delvincourt
- 1919 - första pris Jacques Ibert
- 1923 - andra pris Robert Bréard
- 1938 - Henri Dutilleux
- 1952 - Alain Weber
- 1962 - andra pris Antoine Tisné
- 1965 - första pris Frédéric van Rossum
- 1967 - fr:Michel Rateau